# MIYA
MIYA（ミヤ、1980年11月23日 - ）は、日本のベーシスト。

## 経歴
高校、大学時代での数々のバンド活動を経て、2003年にRhymescientistに加入。主に関西で精力的に活動し、06年にポニーキャニオンよりメジャー・デビューし、計3枚CDリリース。

その後、バンドを脱退し08年初頭に上京。

フリーランスのベーシストとしてメジャー・インディーズを問わず、数々のアーティストのライブ・レコーディングにて活動。

弾いてみた動画を中心とした自身のYouTubeチャンネルは、2023年11月時点で登録者数4万人を超える。

また、自身でベースの個人レッスンスクールを運営している。

2023年からはバンド、Name the Nightのベーシストとしても活動をしている。

## 人物
- MIYAという芸名は、大学時代のバンドの先輩ドラマーが呼んでいたあだ名が界隈のミュージシャン仲間に定着した為、自然と使うようになった。
- エフェクターボード等も自作するなど、DIYを趣味としている。
- 3児の父親。

## 主な共演アーティスト（50音順）
レコーディングに参加、もしくはライブで共演した主なアーティストは以下の通り。
- AKLO
- AZU
- 上原さくら
- ウルフルケイスケ（ウルフルズ）
- 及川光博
- cutman-booche
- 河村隆一
- 奇妙礼太郎
- クハラカズユキ（The Birthday）
- サーカス
- 坂詰美紗子
- SA.RI.NA
- SALU
- 島爺
- 神宮司治（レミオロメン）
- Skoop On Somebody
- Da-iCE
- TEAM SHACHI
- chay
- DOBERMAN INC
- DREAMING MONSTER
- 中村千尋
- NACHERRY
- 橋本裕太
- Hilcrhyme
- ベッキー♪#
- BENI
- 星村麻衣
- BONNIE PINK
- 前川紘毅
- 丸本莉子
- Ms.OOJA
- 山田タマル
- 山本淳一（ex光GENJI）
- UNIONE
- 吉田山田
- 米倉利紀
- らっぷびと

など